# Anheuser-Busch
Anheuser-Busch er et amerikansk ølkoncern som blandt andet producerer det kendte ølmærke Budweiser. Selskabet blev etableret i 1852. Anheuser-Bush har siden 2008 været en del af Anheuser-Busch InBev-koncernen.
- Wikimedia Commons har flere filer relateret til Anheuser-Busch

38°35′57″N 90°12′52″V / 38.59917°N 90.21444°V
1. ↑  Navnet er anført på engelsk og stammer fra Wikidata hvor navnet endnu ikke findes på dansk.